# Grigore Georgescu
Grigore Georgescu, romunski general, * 1886, † 1952.